# Roy Elonza Davis
Roy Elonza Davis, né le 24 avril 1890 à Omaha et mort le 12 août 1966 à Dallas, est un prédicateur américain, suprémaciste blanc et escroc, connu pour avoir participé à la fondation de la seconde incarnation du Ku Klux Klan en 1915. Il occupa le rang de second degré (commandant en second) au sein de l’organisation sous l’autorité de William J. Simmons, avant de devenir, par la suite, le Sorcier Impérial National (chef suprême) des Chevaliers Originaux du Ku Klux Klan. Collaborateur étroit de Simmons, Davis contribua à la rédaction de la constitution, des statuts et des rituels du Klan en 1921. Durant des décennies, il œuvra comme recruteur pour l’ordre, se voyant attribuer les titres d’« ambassadeur royal » et de « porte-parole officiel » par Simmons. Toutefois, en 1923, Davis et Simmons furent tous deux exclus du KKK par Hiram Wesley Evans, lequel avait évincé Simmons de sa position de dirigeant. En réaction, Simmons fonda une faction dissidente, les Chevaliers de l’Épée Flamboyante, avec l’appui de Davis, parvenant à conserver l’allégeance de nombreux membres. Plus tard, Davis fut rétabli dans une fonction hiérarchique par Eldon Edwards, alors Sorcier Impérial du Klan, qui le nomma à nouveau commandant en second de l’organisation nationale. Il conserva cette charge jusqu’à son accession au leadership national en 1959. 
Davis) utilisa les assemblées religieuses et les mouvements de réveil comme vecteurs de recrutement pour le Ku Klux Klan. Évangéliste itinérant et pasteur, il fonda plusieurs congrégations au Texas, en Arkansas, au Tennessee, en Indiana et au Kentucky. Entre 1916 et 1961, Davis fit l’objet d’au moins dix-sept arrestations et incarcérations pour des chefs d’accusation variés : escroquerie, vol avec effraction, larcin, falsification, détention illicite d’armes à feu, traite de mineurs, croix enflammées et diffamation. Il fut condamné à plusieurs reprises, purgeant des peines carcérales entre 1917-1918 puis 1940-1942. Établi à Dallas dans les années 1950-1960, Davis fut également mis en cause dans le cadre de l’enquête sur l’assassinat du président John F. Kennedy en 1963, bien qu’aucune charge formelle ne fût retenue contre lui à ce sujet.

## Biographie
Davis vit le jour le 24 avril 1890 à Omaha, au Texas, au sein d’une fratrie de onze enfants, issus de l’union de Joshua Savington Davis et de Mary Elizabeth McCoy. En 1906, il résidait à El Paso, au Texas, où il exerçait la fonction de commis pour la Southwest Railroad. Dès 1912, à l’âge de vingt-deux ans, il entreprit des pérégrinations régulières, se consacrant à la prédication en tant que ministre du culte chrétien, affilié à la Baptist Missionary Association. 

### Carrière criminelle
Tout au long de sa vie adulte, Davis se livra à des activités délictueuses et à divers stratagèmes visant à s’enrichir frauduleusement. En 1912, il entreprit de parcourir plusieurs États des États-Unis afin d’écouler des « anneaux électrogalvaniques », auxquels il prêtait indûment la vertu de guérir les rhumatismes. Cette supercherie, relevant de la charlatanerie, lui valut des poursuites judiciaires à la suite de plaintes déposées contre lui. Inculpé par un grand jury, il fut placé en détention préventive dans l’attente de son procès. Toutefois, le magistrat fixa le montant de sa caution, lui permettant ainsi d’être remis en liberté provisoire,.  
Davis fut un membre du Ku Klux Klan (KKK) durant la majeure partie de son existence. Il affirma aux journalistes avoir intégré l’organisation dès 1915 et aurait figuré parmi les fondateurs du mouvement de renaissance du KKK, alors dirigé par William J. Simmons. Davis déclara également avoir participé à la rédaction de la constitution, des statuts et des rituels du Klan, lesquels furent publiés pour la première fois en 1921.

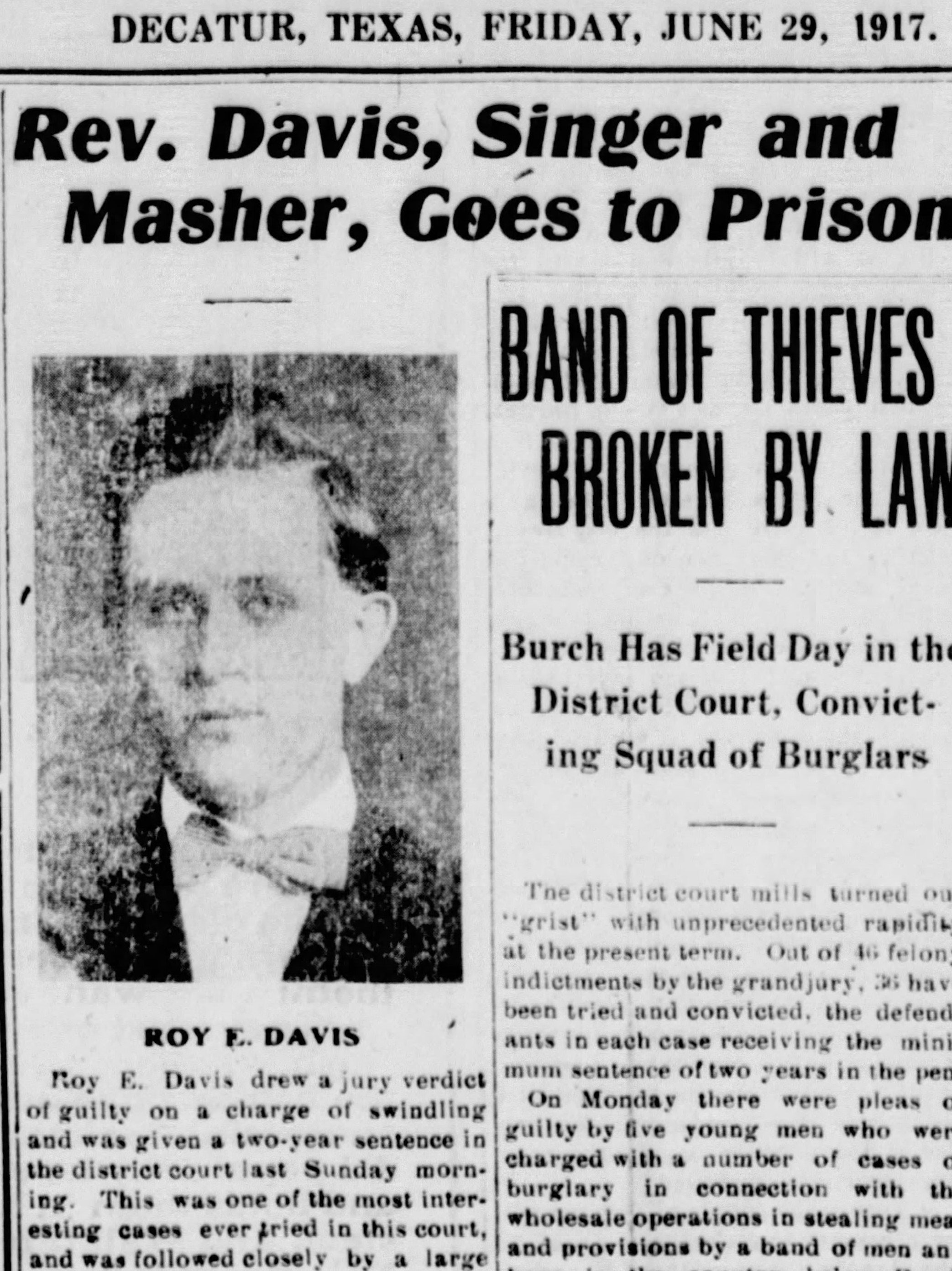
La condamnation de Davis pour escroquerie et contrefaçon a été enregistrée dans le Wise County Messenger le 29 juin 1917.

Davis perpétua ses agissements frauduleux à travers plusieurs États du Sud des États-Unis. En 1916, il s’associa à ses frères pour mener une série de forfaits liés à la contrefaçon, formant ce qui apparaît comme une association criminelle organisée. Usant de subterfuges, Davis se fit passer pour un homme d’Église afin de présenter aux banques un faux chèque, fabriqué par l’un de ses frères, lequel se faisait quant à lui passer pour un homme d’affaires souhaitant effectuer une donation au prétendu ministère de Davis. Ce stratagème frauduleux impliqua plusieurs établissements bancaires, parmi lesquels la Continental State Bank, la First State Bank et la Toyah Valley State Bank, situées dans l’ouest du Texas en 1916. Poursuivi par les autorités locales pour ces méfaits, Davis prit la fuite, abandonnant son épouse, Emma, ainsi que leurs trois enfants au Texas. Il se réfugia en Géorgie, où il adopta l’identité de Lon Davis et contracta une union illicite avec une autre femme, Elva Gravley,,,. Son arrestation survint en mai 1917, après qu’une femme, ayant reconnu son véritable identité, le dénonça, indignée par l’abandon de sa famille texane et son remariage illégal. Extradé vers le Texas, Davis fut reconnu coupable d’escroquerie et de contrefaçon, et condamné, le 29 juin 1917, à une peine de deux années d’emprisonnement. 
En janvier 1919, Davis fut libéré de détention et regagna Acworth, en Géorgie, où il reprit ses activités de prédicateur sous le titre de ministre baptiste missionnaire. Afin de s’attirer la confiance des fidèles, il se présenta comme un missionnaire chrétien en partance pour l’Égypte. Cette dissimulation lui permit d’obtenir, au cours de l’été 1920, la charge pastorale de l’église baptiste d’Acworth. Dès 1921, Davis entreprit la publication d’un bulletin paroissial, The Progress, dans lequel il dénonçait ce qu’il qualifiait d’activités subversives de l’Église catholique. Parallèlement, il organisa, au sein même de l’édifice religieux, des assemblées clandestines du Ku Klux Klan. À l’insu de sa congrégation, il avait été désigné par le Sorcier Impérial William Joseph Simmons comme porte-parole officiel du KKK, avec pour mission d’établir de nouveaux chapitres de l’organisation. Cependant, certains écrits publiés dans The Progress suscitèrent l’indignation des paroissiens, qui entreprirent d’exhumer son passé. Leurs investigations révélèrent un casier judiciaire au Texas, ainsi que l’abandon de son épouse et de ses enfants. Lors d’une assemblée tenue le 14 juillet 1921, il fut destitué de sa fonction pastorale. Des comptes rendus journalistiques de l’époque laissent supposer que Davis avait participé à l’implantation de cellules du KKK au sein d’églises baptistes dans plusieurs localités de Caroline du Sud et de Géorgie. 
Davis confronta de nouveau des démêlés judiciaires en 1921. Il acquit une presse d’imprimerie destinée à la publication du bulletin The Progress au moyen d’un chèque falsifié, soustrayant ainsi frauduleusement au vendeur la somme de 1 000 dollars. Démasqué en Géorgie, il s’enfuit par voie ferrée en compagnie de son épouse et de leur enfant âgée de cinq ans. Le couple gagna l’Oklahoma, où Davis poursuivit l’organisation de assemblées revivalistes au sein d’églises baptistes, tout en menant des levées en faveur du Ku Klux Klan,. Antérieurement, le 12 janvier 1920, il avait été élevé à la fonction de maire de Meigs, en Géorgie. 

## Ku Klux Klan
En 1922, Davis regagna la Géorgie, où il afficha ouvertement son soutien au Ku Klux Klan. Il organisa des rassemblements et des conciliabules afin de recruter des adeptes non seulement dans cet État, mais aussi en Arkansas, au Missouri, au Texas, en Oklahoma, en Louisiane et en Caroline du Sud. Les gazettes de l’époque le dépeignirent comme un « haut dignitaire du Klan », rapportant ses harangues dans lesquelles il exposait les dogmes de l’organisation, notamment la « suprématie de la race blanche » et la « sauvegarde de la pureté féminine ». Davis se targua de ses succès en matière de recrutement, évoquant son influence dans le Sud et le Midwest des États-Unis. Il clama, entre autres, que l’Oklahoma et le Texas comptaient 92 000 affiliés au KKK. Par ailleurs, il s’enorgueillit du ralliement de gouverneurs, de congressistes et de sénateurs américains au cours des années précédentes. Une de ses déclarations, rapportée par la presse, illustre son intransigeance : « Que vous l’approuviez ou le réprouviez, le Klan est là pour durer ; prenez donc garde où vous mettez le pied,. »  
Le début des années 1920 marqua un apogée pour la seconde incarnation du Ku Klux Klan. Le recrutement de ses membres s’apparentait alors à une activité lucrative, les agents recruteurs percevant une part substantielle des cotisations versées par les affiliés. Parmi eux, Davis se distingua par une efficacité remarquable en cette matière. Durant cette période, il parcourut le pays et organisa de multiples rassemblements aux côtés de William Simmons, alors désigné sous le titre de « Sorcier Impérial ». Toutefois, Davis fut à nouveau confronté à des démêlés judiciaires en septembre 1922, lorsque des plaintes furent déposées contre lui dans le cadre d’une affaire de cambriolage survenue à Waco, au Texas. Il fut accusé d’avoir soustrait des armes à feu appartenant aux marshal des États-Unis. Par ailleurs, son nom fut mêlé à une enquête criminelle menée en 1923 en Louisiane. 
En 1923, le Ku Klux Klan lança un hebdomadaire intitulé The Brick Bat, établi à Meigs. Davis en fut désigné le rédacteur en chef. Ce périodique, diffusé chaque semaine, proposait des abonnements aux affiliés du KKK. Ses colonnes se concentraient sur ce que Davis qualifiait d'« authentique américanisme » et sur l'exposition des « principes du Ku Klux Klan ». La publication devint un épicentre de controverses, exacerbant les tensions locales. Ses articles vilipendaient ouvertement les détracteurs de l'organisation, enjoignant au boycott des commerces réfractaires à leur cause. En mai 1923, Davis incita à la violence physique lorsque deux commerçants qu'il avait pris pour cibles dans ses écrits furent mêlés à une rixe avec des membres du Klan,. Malgré ces troubles, il persista dans ses diatribes contre les opposants. L'un des individus diffamés dans The Brick Bat porta plainte, conduisant à l'arrestation de Davis en Géorgie le 24 juin 1923 pour diffamation criminelle. Après avoir versé sa caution, il reprit immédiatement ses activités de recrutement pour le Klan,. 
D’une manière ou d’une autre, Davis avait su préserver le secret de sa double existence aux yeux de nombreux contemporains. Il occupa la présidence du syndicat des agriculteurs de Géorgie jusqu’en juillet 1923, époque à laquelle ses pairs au sein du conseil d’administration, ayant eu vent de ses agissements, ordonnèrent une enquête à son encontre. Les investigations révélèrent qu’il avait abandonné son épouse légitime et sa progéniture au Texas, qu’il s’était livré à des activités criminelles à travers les États-Unis, qu’il avait contracté une union illicite, qu’il avait été révoqué de ses fonctions de ministre par plusieurs congrégations religieuses et qu’il entretenait des liens avec le Ku Klux Klan. Le conseil d’administration du syndicat convoqua une assemblée extraordinaire afin d’exposer les conclusions de l’enquête et de dénoncer publiquement Davis. Ce dernier, toutefois, se déroba à la confrontation et regagna le Texas,. Après que sa duplicité eut été mise au jour, Davis et l’un de ses frères furent appréhendés par des justiciers texans et frappés au moyen d’une corde mouillée – châtiment corporel alors en usage dans certains milieux vindicatifs. Le frère de Davis, grièvement blessé, dut être hospitalisé. 
Vers cette époque, Hiram W. Evans supplanta William Simmons à la fonction de « Sorcier Impérial » du Ku Klux Klan (KKK), prenant ainsi la direction de l’organisation. Sous l’autorité d’Evans, Davis fut exclu du Klan, et il est plausible qu’Evans ait joué un rôle dans son arrestation par le Georgia Farm Board, ainsi que dans les violences subies par Davis au Texas. En 1924, Davis et Simmons, désormais alliés, entreprirent de fonder une nouvelle structure clanique : les Chevaliers de l’Épée Flamboyante, au sein de laquelle Simmons retrouva son titre de Sorcier Impérial. Davis, occupant alors une haute fonction hiérarchique, œuvra activement à détourner les membres du Klan de l’autorité d’Evans pour les rallier à Simmons et à ce nouvel ordre. Parcourant le Sud des États-Unis, Davis parvint à maintenir l’allégeance d’au moins soixante mille affiliés du Klan et recueillit plus de 150 000 dollars (équivalant à 2,3 millions de dollars en 2021),. Ces actions lui valurent la reconnaissance de Simmons, qui le nomma « Ambassadeur Royal » en raison de ses efforts au service de la cause,. 

## En tant que prédicateur pentecôtiste
En 1924, Davis s’établit dans le Tennessee afin de superviser un nouveau chapitre des Chevaliers de l’Épée Flamboyante. Alors qu’il œuvrait de concert avec Simmons à la consolidation de cet ordre, il entreprit parallèlement de fonder officiellement l’Église baptiste pentecôtiste de Dieu, au sein de laquelle il assuma la charge de surveillant général. La dissolution des Chevaliers de l’Épée Flamboyante, consécutive à un scandale pécuniaire lié à des détournements de fonds, incita Davis à recentrer ses efforts sur l’édification de cette nouvelle dénomination religieuse. Reprenant ses pérégrinations, il organisa des réveils spirituels en Oklahoma et dans le Tennessee dès août 1925, poursuivant ces campagnes évangéliques en 1926 et 1927. Cette dernière année, il se rendit en Californie afin d’y tenir des assemblées revivalistes. Au cours de cette période, Davis adopta progressivement les doctrines pentecôtistes. Un article de presse relatant ses antécédents judiciaires mentionna qu’il avait été excommunié en sa qualité de missionnaire baptiste et que sa licence ministérielle avait été révoquée à la suite d’un différend survenu en Floride avec des coreligionnaires baptistes, antérieurement à 1927. 
Davis entama une collaboration avec Caleb Ridley, désigné sous le titre d’Imperial Kludd (aumônier national) du Ku Klux Klan, ainsi qu’avec le révérend Fred B. Johnson, chef de cabinet de William Joseph Simmons, en vue d’établir une nouvelle dénomination religieuse. En 1928, Davis fonda une première église baptiste pentecôtiste à Nashville (Tennessee), où il assuma la fonction de pasteur fondateur,. Toutefois, son entreprise rencontra rapidement des résistances, la plupart des autres congrégations locales refusant de s’associer à ses réunions de réveil. Davis provoqua alors les autres dignitaires ecclésiastiques en les sommant de participer à un débat public, ce qui attisa les tensions. La situation dégénéra lorsqu’il proféra des menaces à l’encontre de plusieurs ministres du culte. L’un d’eux signala ces propos à la maréchaussée et déposa une plainte en bonne et due forme. Davis fut appréhendé, écroué, puis libéré sous caution dans l’attente de son procès, prévu pour avril 1929.
Pour se soustraire à son procès imminent, Davis prit la fuite et se réfugia à Louisville, dans le Kentucky. Plusieurs de ses frères ainsi que des fidèles de sa communauté religieuse l’y suivirent et y établirent une nouvelle assemblée, dénommée Première Église baptiste pentecôtiste de Dieu, située sur Jefferson Street. Durant son séjour dans cette ville, Davis acquit une certaine renommée après la publication d’un article dans le Courier Journal, dans lequel il exprimait son opposition à la prohibition. Toutefois, en mars 1930, Davis se retrouva impliqué dans une affaire judiciaire au Kentucky, accusé d’avoir dupé plusieurs personnes en sollicitant des dons pour une œuvre caritative fictive. Incarcéré puis libéré sous caution, il quitta une nouvelle fois les lieux, cette fois pour s’établir à Jeffersonville, dans l’Indiana. C’est dans cette ville qu’il fonda le siège national de sa dénomination religieuse et y implanta la Première Église baptiste pentecôtiste. À Jeffersonville, Davis organisa des assemblées de guérison dans le cadre d’un réveil religieux sous tente, tout en diffusant des annonces dans les journaux locaux pour attirer des fidèles,. Ces réunions bénéficièrent du soutien de l’Église pentecôtiste de Ralph Rader, frère de l’évangéliste renommé Paul Rader. Les campagnes de réveil, qui se prolongèrent durant deux semaines, connurent un succès notable, consolidant ainsi l’influence de Davis dans la région. 
Alors que les réunions de réveil religieux se tenaient encore à Jeffersonville en septembre 1930, William Marion Davis, alors âgé de quarante ans, fut dénoncé aux autorités pour avoir cohabité avec une jeune fille mineure, Allie Lee Garrison, âgée de dix-sept ans. Il l’avait emmenée de son domicile de Chattanooga (Tennessee), franchissant ainsi les limites de l’État. Accusé de vivre avec elle « à des fins immorales », Davis semblait avoir abandonné sa seconde famille pour entretenir une relation avec l’adolescente. Les forces de l’ordre interrompirent un office religieux pour l’appréhender devant l’assemblée des fidèles. Incarcéré dans un pénitencier fédéral à Louisville, Davis fut inculpé devant une cour fédérale et mis en accusation par un grand jury pour violation du Mann Act – loi réprimant le transport de mineures à des fins immorales. Davis contesta les accusations, se présentant comme le père adoptif de la jeune fille et affirmant l’avoir élevée depuis six ans. Plus de soixante de ses partisans, majoritairement des femmes, se portèrent à son soutien lors de l’audience,,. Bien qu’il parvînt à faire abandonner les charges retenues contre lui, il écopa de dix jours d’emprisonnement, tandis que certains membres de son église furent condamnés à des amendes pour leur comportement durant le procès. Par la suite, Davis épousa Allie Lee Garrison lors d’un séjour au Mexique.
Après sa libération, Davis reprit ses fonctions pastorales au sein de son église en Indiana. Parallèlement, il entreprit une série de voyages afin d’organiser des réveils religieux dans plusieurs États, dont l’Ohio, le Texas, l’Arkansas, le Michigan et le Tennessee,,. Il assura également la direction spirituelle d’autres communautés ecclésiales qu’il avait lui-même fondées, effectuant des visites régulières pour en superviser les activités,,. À Jeffersonville, Davis se fit remarquer par son opposition ouverte à la prohibition, un engagement qui lui valut une certaine popularité au sein de la population locale et contribua à accroître l’affluence dans son église,. Mécontent de la couverture que lui réservait le Jeffersonville Evening News, il rédigea systématiquement des comptes rendus de ses prêches, qu’il soumit au journal dans l’espoir d’une publication. Face aux refus répétés de la rédaction, il fonda son propre périodique, The Banner of Truth, dans le but de diffuser ses enseignements et de renforcer le recrutement de fidèles. 
En mars 1930, Davis fut inculpé de racket fédéral en raison de ses agissements criminels au sein de son église de Jeffersonville. Toutefois, il parvint à se soustraire aux poursuites judiciaires. Il reconnut devant les autorités que son diplôme de ministre baptiste lui avait été retiré. Par la suite, Davis demeura impliqué dans des démêlés judiciaires liés à ses activités illicites. En 1931, il fut de nouveau appréhendé après avoir sollicité des dons et des emprunts sous de fallacieux prétextes. Extradé une seconde fois de l’Indiana vers le Kentucky pour répondre de ces accusations, il opta pour un règlement à l’amiable, indemnisant ses détracteurs en échange de l’abandon des charges. 
En 1932, Davis poursuivit ses pérégrinations régulières entre les églises qu’il avait établies au Texas, en Arkansas et au Tennessee, animant des assemblées revivalistes et supervisant des opérations de prosélytisme pour le Ku Klux Klan,,. Durant ses absences, il désigna plusieurs affidés pour assumer la direction des congrégations. À la Première Église baptiste pentecôtiste de Jeffersonville, Hope Brumback fut instituée comme intendante du culte, tandis que William Branham et George De’Ark reçurent la charge d’anciens ministres. Ses frères, Dan et WJ, furent pourvus de responsabilités similaires à la tête d’autres assemblées. En octobre 1933, Davis initia une prédication radiophonique,. 

### William Branham

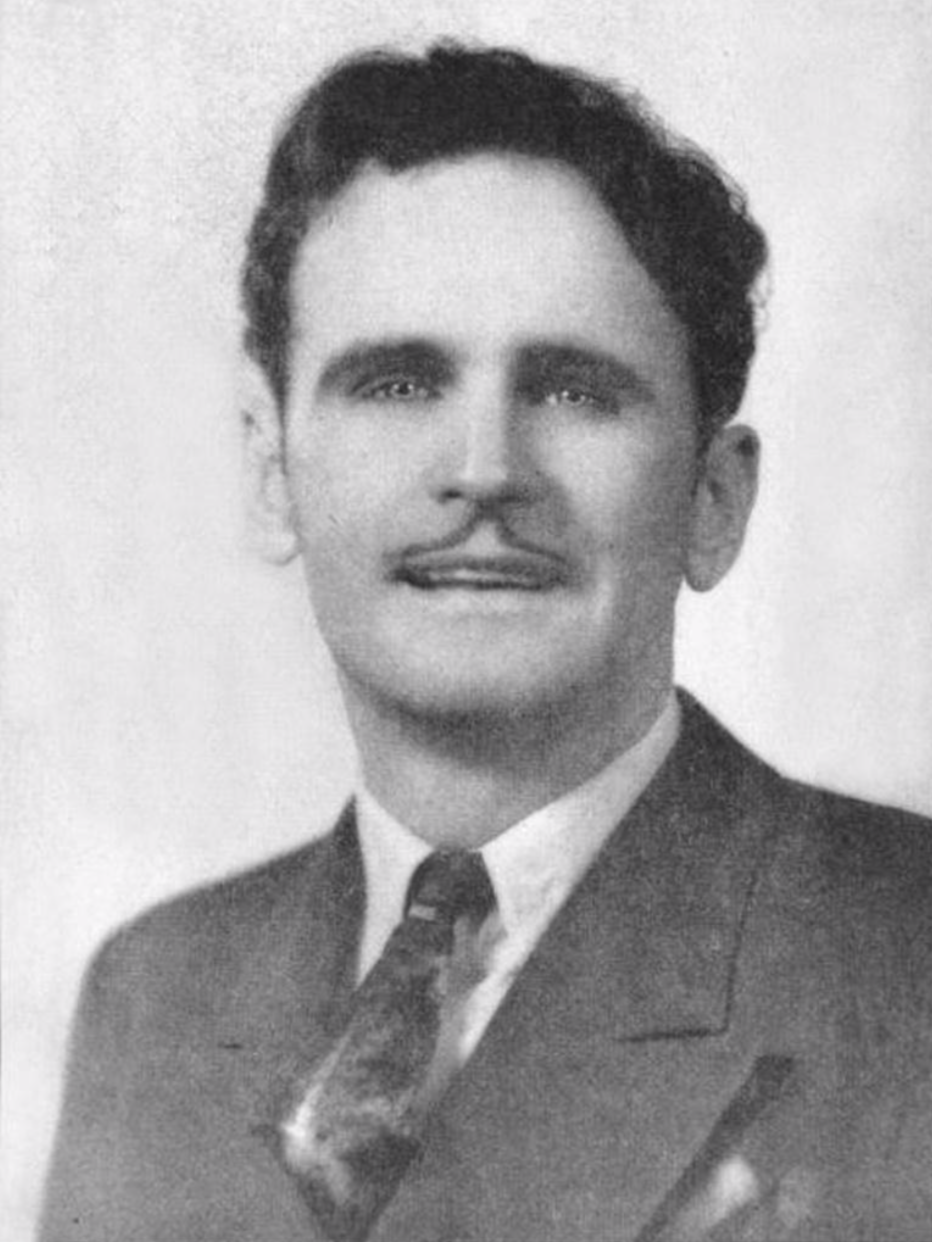
William Branham vers 1930

En 1929, William Branham adhéra à l’église de Davis, où il reçut le baptême et fut ordonné ministre par Roy Davis lui-même. La même année, il assuma la fonction d’ancien au sein de la communauté. Dans ses prédications ultérieures, Branham affirma que les doctrines relevant de l'identité chrétienne étaient alors enseignées par les anciens de ladite assemblée sous l’égide de Davis William Branham fut étroitement associé à Roy E. Davis, tant sur le plan religieux que dans ses agissements controversés. Selon ses propres prédications, Branham accompagnait Davis lors de ses voyages et prenait part à ses campagnes revivalistes. Il figurait parmi les proches collaborateurs de Davis, s’impliquant activement dans ses entreprises, tant spirituelles que délictueuses. Ainsi, Branham participa à des assemblées revivalistes à Nashville aux côtés de Davis et de Caleb Ridley. Lors d’une réunion tenue à Memphis (Tennessee), Branham rapporta que Davis ingurgita de l’acide sulfurique dans le but de convaincre l’assistance de la réalité divine — une démonstration aussi périlleuse que spectaculaire. Par ailleurs, Davis et la Première Église baptiste pentecôtiste financèrent les premières réunions sous chapiteau organisées par Branham en juin 1933 à Jeffersonville,. Entre mars et avril 1934, un incendie ravagea ladite église. Après le refus des autorités d’accorder un permis de reconstruction, Davis quitta Jeffersonville, laissant Branham assumer la direction de la congrégation. Ce dernier relogea l’assemblée dans un nouvel édifice, qu’il baptisa d’abord Billie Branham Pentecostal Tabernacle, avant de le renommer ultérieurement Branham Tabernacle.
William Branham devait par la suite s’illustrer comme évangéliste pentecôtiste lors des grands réveils de guérison qui marquèrent les années 1940 et 1950, acquérant une notoriété internationale. Roy Davis, dont l’influence sur Branham fut notable, se montrait fier de ce dernier, allant jusqu’à le désigner comme son « saint Timothée » — en référence à sa propre posture de « saint Paul », suggérant ainsi une filiation spirituelle,. Branham, en retour, reconnut publiquement le rôle de Davis, lequel participa occasionnellement à certaines assemblées organisées dans le cadre des campagnes de Branham. 

## Grand sorcier impérial
Après la destruction de son lieu de culte à Jeffersonville, Davis entreprit de redéployer ses activités en d’autres lieux. Il transféra le siège national de l’Église baptiste pentecôtiste de Dieu à Memphis (Tennessee) au cours de l’année 1934. Parallèlement, il perpétua son œuvre d’implantation d’édifices religieux tout en menant des campagnes de recrutement au profit du Ku Klux Klan. En 1936, il organisa des assemblées à travers le pays, notamment des réveils religieux largement relayés par la presse au Nouveau-Mexique et en Floride,. L’année suivante, il tint des réunions similaires à New York, tout en demeurant fortement impliqué dans la gestion de sa paroisse de Kingsport, au Texas,. 

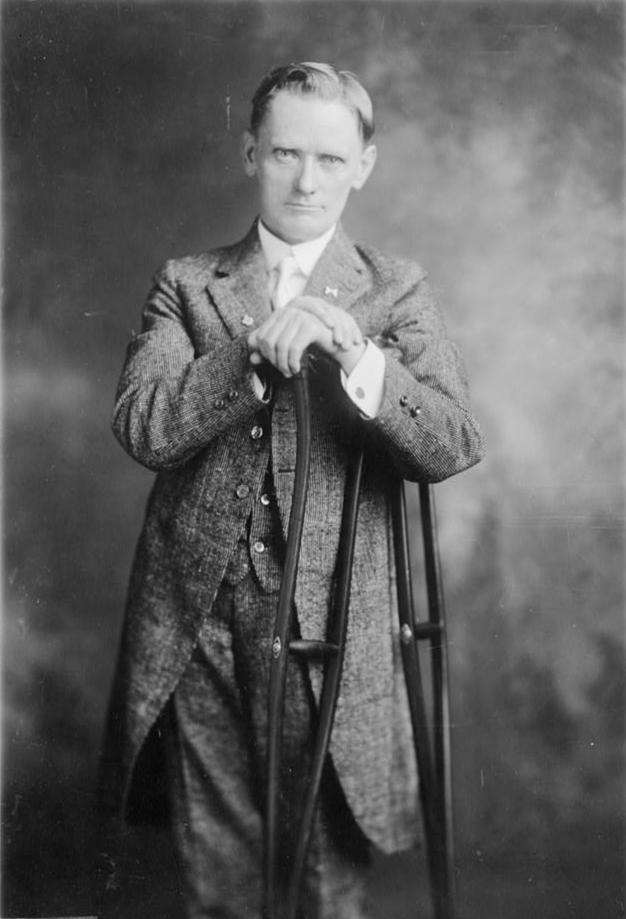
Le député William Upshaw.

Davis persévéra dans ses activités criminelles tout au long des années 1930 et 1940. En 1938, il fut mêlé à une escroquerie visant à extorquer des fonds sous le prétexte fallacieux d’une œuvre charitable en Indiana et au Kentucky. Son frère, Dan Davis, ainsi que quatre femmes affiliées à son assemblée religieuse, furent appréhendés à Newport (Kentucky) dans le cadre de cette affaire. L’année suivante, en 1939, les autorités de l’Arkansas réclamèrent son extradition pour des chefs d’inculpation relatifs à un vol de véhicule et un homicide commis dans cet État. À cette époque, Davis était déjà sous le coup d’une mise en liberté sous caution pour des accusations portées contre lui en Indiana. Repéré par les forces de l’ordre du Kentucky, il leur fut remis afin d’être transféré en Arkansas. Davis tenta de s’opposer à cette mesure, implorant les instances judiciaires du Kentucky en arguant qu’il risquait d’être lynché par ses adversaires s’il était extradé. Incarcéré en Arkansas, il purgea une période de détention avant que son sort ne soit définitivement scellé. 
Après sa libération pénitentiaire en novembre 1942, Davis s’associa avec William Upshaw, ancien membre du Congrès et compagnon de fraternité au sein du Ku Klux Klan, pour œuvrer conjointement en Californie,. Ensemble, ils fondèrent une organisation caritative destinée à recueillir des subsides en vue de l’établissement d’un orphelinat. Toutefois, en 1944, Davis fut inculpé pour détournement de fonds, les sommes amassées n’ayant pas été employées aux fins annoncées. Les autorités judiciaires le mirent en cause pour trois chefs d’accusation : vol qualifié, larcin, détention illicite d’armes à feu et usurpation de la qualité d’agent du FBI,. Les charges furent finalement abandonnées après que Davis eut exigé de ses associés la restitution partielle des dons perçus. Échappant une nouvelle fois aux poursuites, Davis reprit ses activités, organisant des assemblées revivalistes et poursuivant son recrutement au profit du Ku Klux Klan.
En 1950, Davis siégeait au comité exécutif de la Chambre de commerce de Fort Worth, au Texas. Parallèlement à ses fonctions économiques, il maintint une activité notable comme prédicateur revivaliste, collaborant avec diverses congrégations, notamment les Assemblées pentecôtistes de Dieu, pour l’organisation de réveils religieux. Il œuvrait alors avec une grande tente itinérante, utilisée comme lieu de prédication lors de ses déplacements. Son ministère fut mentionné dans Voice of Healing en octobre 1950, par le biais d’un article rédigé par l’équipe de campagne de William Branham, lequel contribua à sa notoriété. Davis participa régulièrement aux rencontres évangéliques dirigées par Branham durant cette décennie, bénéficiant de son appui public. Cette association perdura jusqu’au début des années 1960, Davis assistant à plusieurs reprises aux assemblées de Branham et continuant d’être soutenu par ce dernier. 
Dans les années 1950, Davis accéda à la présidence du Oak Cliff White Citizens Council à Dallas (Texas), structure qu’il utilisa comme tribune pour combattre l’intégration raciale. Parallèlement, en 1958, les autorités judiciaires le désignaient comme sorcier impérial des Chevaliers de l’Épée Flamboyante au Texas, fonction qu’il occupait depuis une période indéterminée. Des dissensions internes au sein du Ku Klux Klan (KKK) engendrèrent des tensions entre Davis et d’autres factions de l’organisation. Une enquête policière révéla qu’en 1958, Davis s’était aliéné plusieurs membres du Klan en raison de « sa gestion des fonds de l’ordre ». Cette mésentente culmina lorsque des opposants incendièrent une croix dans sa propriété, acte qui le contraignit à requérir l’intervention des forces de l’ordre. Lors de son audition, Davis déclara aux enquêteurs qu’il appartenait au KKK depuis quarante-cinq ans. Il affirma également détenir, à cette époque, le titre de commandant en second de la hiérarchie nationale du Klan. 
Plus tard, en 1958, Davis se vit proposer la direction officielle de la section texane du Ku Klux Klan, alors sous l’autorité du Sorcier Impérial Eldon Edwards. Il accepta cette charge et fut intronisé Grand Dragon du Klan pour le Texas. À ce titre, il œuvra activement à entraver l’intégration scolaire et à perpétuer la ségrégation raciale,,,. Cette même année, il parvint à mobiliser suffisamment de partisans pour bloquer la déségrégation des établissements scolaires de Dallas. 
En 1959, Roy E. Davis fut désigné à la tête de l’organisation nationale du Ku Klux Klan, se proclamant « Sorcier impérial national » des Chevaliers originaux du Ku Klux Klan, une faction basée à Jonesboro, en Louisiane. À ce titre, il supervisa plusieurs rassemblements à travers divers États, œuvrant à la propagation des idéaux ségrégationnistes du mouvement. Le 15 août 1957, une missive rédigée par Davis fut publiée dans The Waco Citizen, dans laquelle il défendait avec véhémence le maintien de la ségrégation raciale. Il y fustigeait également le candidat à la présidence John F. Kennedy, lui reprochant son soutien au mouvement des droits civiques. Cette lettre était signée : « Roy E. Davis Sr., représentant de l’Empire invisible des États-Unis, Chevaliers du Ku Klux Klan ». En mai de la même année, Davis mena une campagne publique de recrutement pour le KKK en Arkansas, s’efforçant d’étendre l’influence de l’organisation,. Plus tard, lors d’un rassemblement en Floride, il ôta son masque et réaffirma publiquement son statut de dirigeant national du Klan. Son implication se poursuivit en 1960, lorsqu’il contribua à l’organisation d’une convention nationale du KKK à Jacksonville, en Floride. Parallèlement à ses activités klanistes, Davis fut mêlé à plusieurs affaires de fraude. En juillet 1960, son nom fut cité dans une affaire de faux chèque, illustrant la porosité entre ses engagements idéologiques et ses démêlés judiciaires. Sur le plan politique, lors de l’élection présidentielle de 1960,, Davis apporta son soutien à Richard Nixon, opposant de Kennedy. 

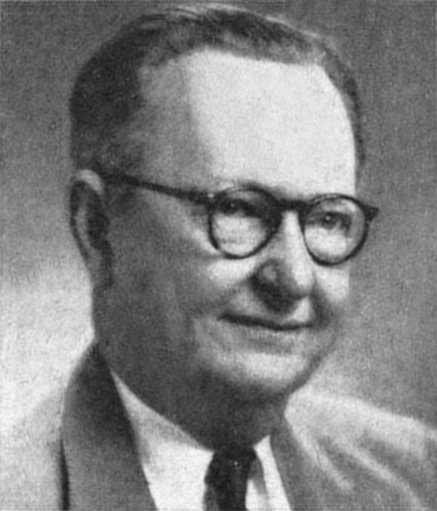
Le député Overton Brooks a été pris pour cible par le KKK qui a brûlé une croix.

En 1961, Davis poursuivit l’organisation de rassemblements pour le Ku Klux Klan (KKK). Le groupe adopta alors la devise « Hier, aujourd’hui et pour toujours » dans ses supports de propagande. Des clichés publiés dans la presse locale le représentaient effectuant le salut rituel du Klan, revêtu de la tenue intégrale de l’ordre. À la suite d’une campagne menée en Louisiane, Davis revendiqua le recrutement de mille nouveaux adhérents. En février 1961, lors d’un rassemblement du KKK dirigé par Davis à Shreveport, une croix fut incendiée devant la résidence du congressiste Overton Brooks. Interrogé par les autorités, Davis dénia toute implication dans cet acte. Le maire de Shreveport, Clyde Fant, condamna fermement les agissements du Klan, qualifiant Davis d’« anti-américain » pour avoir intimidé un élu fédéral. Les autorités locales affirmèrent ne point tolérer les activités du KKK, tandis qu’une enquête fédérale fut ouverte à la suite de l’incendie de la croix. Davis fut appréhendé, fiché, et se vit signifier qu’il n’était plus le bienvenu en Louisiane. Il rétorqua avoir révoqué la charte de la section shreveportaise du Klan, accusant ses membres d’avoir brûlé des croix sans son assentiment. Des images d’archives le montrent également en train de diriger des manifestations anticommunistes lors d’un concert de Burl Ives, le 30 décembre 1961. 
Davis demeura profondément engagé dans les activités du Ku Klux Klan après ses démêlés avec les forces de l’ordre et fit de nouveau l’objet d’une attention soutenue à la suite de l’assassinat du président John F. Kennedy, survenu à Dallas en novembre 1963. Installé depuis plusieurs années dans cette ville, il y dirigeait alors sa propre faction de l’organisation suprémaciste. Au cours d’une enquête des services secrets américains, son nom fut mentionné en raison de soupçons le concernant quant à la rédaction d’un pamphlet intitulé JFK Wanted For Treason, diffusé peu avant le meurtre du chef de l’État. 
Durant les ultimes années de son existence, Davis poursuivit ses pérégrinations à travers le pays, œuvrant tant comme évangéliste que comme recruteur actif pour le Ku Klux Klan. Il s’éteignit à Dallas le 12 août 1966, à l’âge de soixante-seize ans. Sa sépulture se trouve au cimetière Restland Memorial Park, dans la même ville.

## Enquête du Congrès
En janvier 1966, le Congrès des États-Unis initia une enquête concernant les activités du Ku Klux Klan. Selon les dépositions de John D. Swenson devant les commissions parlementaires, Davis aurait joué un rôle prépondérant dans la reconstitution de l’organisation après son déclin dans l’immédiat après-guerre. Davis se serait appuyé sur une clause du serment secret du KKK, établi en 1915, pour légitimer cette renaissance. Les investigations congressistes établirent que Davis occupait la fonction de Sorcier Impérial avant 1960 et que son influence ainsi que sa position hiérarchique s’étaient consolidées à la suite de la scission du KKK, alors dirigé par Eldon Edwards, à la fin des années 1950. Les enquêteurs découvrirent qu’à partir de Dallas, épicentre de ses opérations, Davis avait restauré les structures du Klan dans plusieurs États du Sud. Swenson attesta que Davis avait été une figure majeure des mouvances klanistes dès le commencement des années 1920. Ce dernier reconstitua notamment le KKK en Louisiane en 1960, désignant Swenson comme Grand Dragon de l’État et Organisateur National (Imperial Kleagle), lequel dirigea les opérations depuis Bossier City, tandis que Shreveport devenait un bastion actif de l’organisation. Par la suite, en 1963, Davis étendit son entreprise de réactivation au Mississippi et à l’Arkansas. Toutefois, selon Swenson, Davis aurait abdiqué ses fonctions en 1964 et l’aurait institué comme successeur. Peu après la convocation par le Congrès d’une sommation à produire des documents, l’ensemble des archives klanistes furent détruites, en mars de la même année, oblitérant ainsi une partie des traces de leurs agissements.
À la suite du départ de Davis en 1964, les Chevaliers Originaux connurent une scission tripartite au sein de leur organisation. Swenson, alors à leur tête, fut destitué pour détournement de deniers klaniques et remplacé par Murray H. Martin. La majorité des adeptes louisianais se rallièrent à Houston P. Morris, tandis que ceux du Mississippi, sous l’égide de Samuel Bowers – préalablement désigné Grand Dragon du Mississippi par Davis en 1961 –, formèrent une faction dissidente : les White Knights of the Ku Klux Klan. Un rapport du FBI, publié en mai 1965, révéla que le KKK était alors morcelé en quatorze organisations distinctes, totalisant environ 9 000 membres. Parmi celles-ci, les Chevaliers Originaux demeuraient la faction la plus importante, bien que leur effectif n’excédât guère 1 500 affiliés. Robert Shelton, dirigeant une branche basée en Alabama, en comptait quant à lui entre 400 et 600. En 1966, des investigations menées par le Congrès établirent qu’à la fin de l’année 1965, la majeure partie des Chevaliers Originaux avait intégré les United Klans de Shelton, entraînant la dissolution de leur propre structure. Les United Klans, absorbant progressivement les autres factions rivales, devinrent dès lors la principale organisation klanique, dominant la scène jusqu’aux années 1970. Leur influence culmina à la fin des années 1960, avec près de 30 000 membres et quelque 250 000 sympathisants non affiliés,.